# Devin Logan
Devin Logan (Oceanside (New York), 17 februari 1993) is een Amerikaanse freestyleskiester, gespecialiseerd op de onderdelen halfpipe en slopestyle. Logan vertegenwoordigde haar vaderland op de Olympische Winterspelen 2014 in Sotsji en op de Olympische Winterspelen 2018 in Pyeongchang.

## Carrière
Op de wereldkampioenschappen freestyleskiën 2011 in Deer Valley eindigde Logan als vijfde op zowel het onderdeel halfpipe als het onderdeel slopestyle. Bij haar wereldbekerdebuut, in maart 2011 in La Plagne, eindigde de Amerikaanse direct op het podium. Logan behaalde de zilveren medaille op het onderdeel slopestyle tijdens de Winter X Games in 2012. In augustus 2012 boekte ze in Cardrona haar eerste wereldbekerzege. Tijdens de Olympische Winterspelen van 2014 in Sotsji veroverde de Amerikaanse de zilveren medaille op het onderdeel slopestyle. In het seizoen 2013/2014 won Logan het wereldbekerklassement op het onderdeel halfpipe.
In het seizoen 2015/2016 won het algemene wereldbekerklassement. In de Spaanse Sierra Nevada nam de Amerikaanse deel aan de wereldkampioenschappen freestyleskiën 2017. Op dit toernooi behaalde ze de bronzen medaille in de halfpipe, op het onderdeel slopestyle eindigde ze op de zesde plaats. Tijdens de Olympische Winterspelen van 2018 in Pyeongchang eindigde Logan als tiende op het onderdeel slopestyle en als vijftiende in de halfpipe.

## Resultaten

### Olympische Winterspelen
| Jaar | Plaats      | Resultaten                  |
| ---- | ----------- | --------------------------- |
| 2014 | Sotsji      | Slopestyle                  |
| 2018 | Pyeongchang | 15e Halfpipe 10e Slopestyle |

### Wereldkampioenschappen
| Jaar | Plaats        | Resultaten                |
| ---- | ------------- | ------------------------- |
| 2011 | Deer Valley   | 5e Halfpipe 5e Slopestyle |
| 2017 | Sierra Nevada | Halfpipe · 6e Slopestyle  |

### Wereldbeker
Eindklasseringen
| Seizoen   | Algm | HP     | SS    |
| --------- | ---- | ------ | ----- |
| 2010/2011 | 23e  | 9e     | –     |
| 2011/2012 | 23e  | 4e     | Brons |
| 2012/2013 | 64e  | 12e    | –     |
| 2013/2014 | 7e   | Goud   | 8e    |
| 2014/2015 | 6e   | Brons  | 5e    |
| 2015/2016 | Goud | Zilver | 7e    |
| 2016/2017 | 46e  | 6e     | 11e   |
| 2017/2018 | 38e  | 7e     | 28e   |
| 2018/2019 | 123e | 20e    | 32e   |
| 2019/2020 | 35e  | 8e     | –     |

Wereldbekerzeges
| Datum            | Plaats   | Onderdeel |
| ---------------- | -------- | --------- |
| 22 augustus 2012 | Cardrona | Halfpipe  |
| 17 augustus 2013 | Cardrona | Halfpipe  |
| 23 augustus 2015 | Cardrona | Halfpipe  |